# Timba (Sindou)
Pour les articles homonymes, voir Timba.
Timba (ou Tinba) est une commune rurale située dans le département de Sindou de la province de Léraba dans la région des Cascades au Burkina Faso.

## Population
On y parle une langue en voie de disparition, le natioro.